# Whitney Tié
Whitney Josephine Tié (née le 7 avril 1999) est une athlète ivoirienne, spécialiste des épreuves de sprint.

## Biographie

### Origine
Whitney Josephine Tié est née le 7 avril 1999 en Côte d'Ivoire,.

### Carrière sportive
En 2024, elle a participé pour la première fois aux Jeux olympiques d'été à Paris en étant remplaçante dans l'équipe féminine ivoirienne de relais 4 x 100 mètres, constituée de Murielle Ahouré, Marie-Josée Ta Lou, Jessika Gbaï et Maboundou Koné.